# Férfi 400 méteres síkfutás a 2013. évi nyári európai ifjúsági olimpiai fesztiválon
A 2013. évi nyári európai ifjúsági olimpiai fesztiválon az atlétikai versenyszámok közül a férfi 400 méteres síkfutást július 15.-én és július 17.-én rendezték Utrechtben.

## Selejtező
| H   | F | Név                 | Nemzet       | E     | Mj |
| --- | - | ------------------- | ------------ | ----- | -- |
| 1.  | 1 | Lobo Benjamin Vedel | Dánia        | 48.92 | Q  |
| 2.  | 1 | Timothy Bluekens    | Hollandia    | 49.41 | Q  |
| 3.  | 2 | Alexander Doom      | Belgium      | 49.59 | Q  |
| 4.  | 1 | Zeno Moraru         | Románia      | 49.61 | Q  |
| 5.  | 2 | Anej Zupanc         | Szlovénia    | 49.79 | Q  |
| 6.  | 1 | Nikolai Skrebnev    | Oroszország  | 50.29 | q  |
| 7.  | 1 | Renat Polishchuk    | Ukrajna      | 50.32 | q  |
| 8.  | 2 | Zhivko Stoyanov     | Bulgária     | 51.01 | Q  |
| 9.  | 2 | Gabrijel Stojanovic | Horvátország | 51.48 |    |
| 10. | 1 | Ernest Kolenda      | Litvánia     | 51.90 |    |
| 11. | 1 | Austris Karpinskis  | Lettország   | 51.92 |    |
| 12. | 2 | Michal Kucera       | Szlovákia    | 51.96 |    |
| 13. | 2 | Artiom Crasicov     | Moldova      | 54.10 |    |
| -   | 2 | Andre Tammaru       | Észtország   | -     | DQ |

## Döntő
| H     | Név                 | Nemzet      | E     | Mj |
| ----- | ------------------- | ----------- | ----- | -- |
| Arany | Alexander Doom      | Belgium     | 47.93 |    |
| Ezüst | Benjamin Lobo Vedel | Dánia       | 48.37 |    |
| Bronz | Zeno Moraru         | Románia     | 49.09 |    |
| 4.    | Timothy Bluekens    | Hollandia   | 49.32 |    |
| 5.    | Anej Zupanc         | Szlovénia   | 49.75 |    |
| 6.    | Nikolai Skrebnev    | Oroszország | 50.43 |    |
| 7.    | Renat Polishchuk    | Ukrajna     | 50.59 |    |
| 8.    | Zhivko Stoyanov     | Bulgária    | 51.43 |    |